# Collettivo Omosessuale Orfeo
Il Collettivo Omosessuale Orfeo è stata un'associazione italiana con sede a Pisa, costituita al fine di contrastare la violenza contro le persone LGBT e promuovere i loro diritti. Il 24 novembre 1979 organizzò, come reazione all'omicidio di due omosessuali a Livorno, la prima manifestazione in Italia autorizzata da una questura e patrocinata da un Comune, nota come Marcia contro la violenza sugli/sulle omosessuali o Pisa79.

## Storia

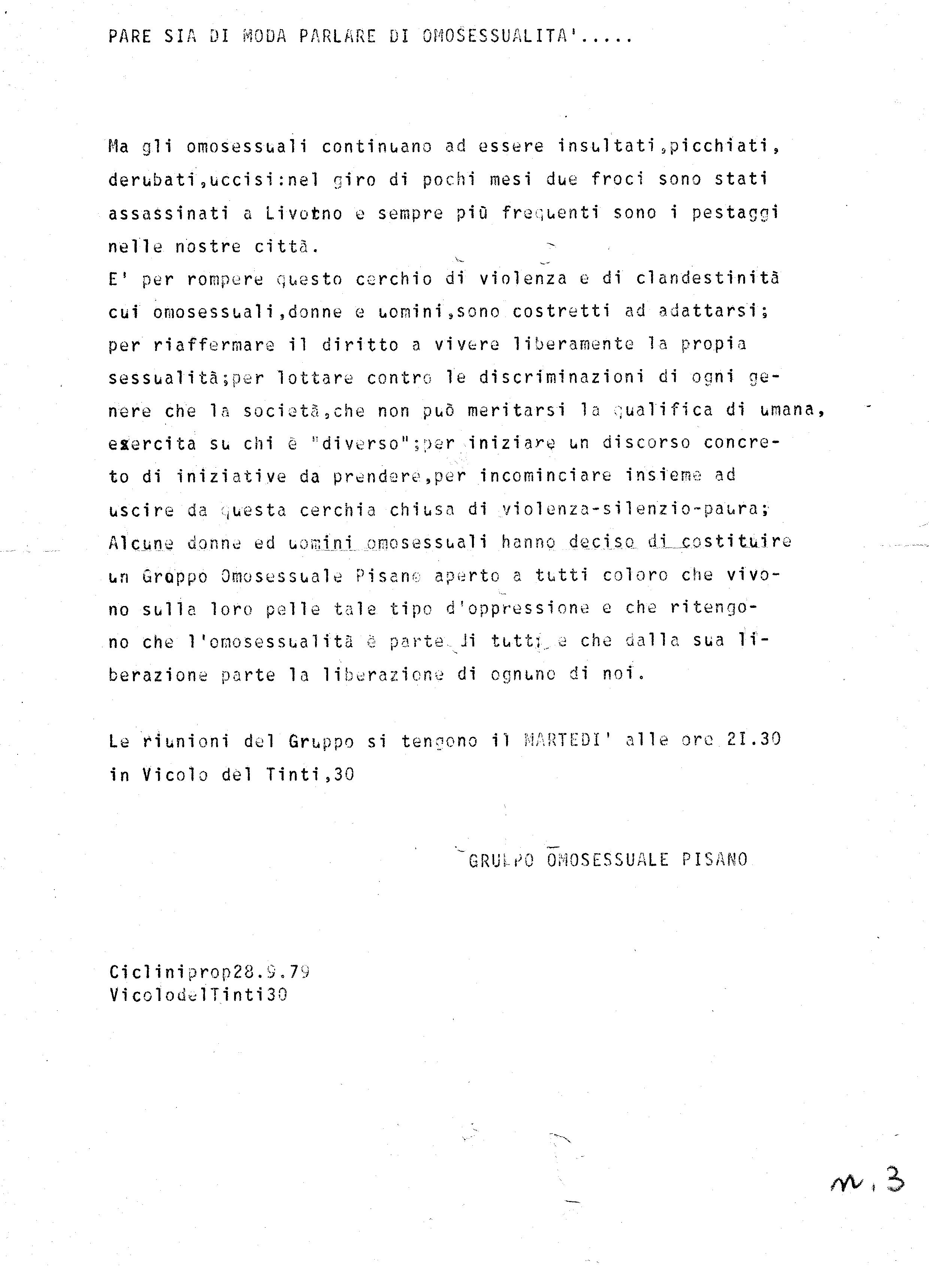
Volantino 28 settembre 1979

Il Collettivo Omosessuale Orfeo viene fondato a Pisa nella primavera del 1979, sull'onda dei collettivi gay autonomi, grazie all'iniziativa di un gruppo di giovani omosessuali che frequentano la città di Pisa, in prevalenza studenti universitari, provenienti dalla stessa Pisa, da Livorno, dalla Versilia, da Massa, da Carrara e da La Spezia. Il 28 settembre 1979 viene fatto circolare il primo volantino (ciclostilato in Vicolo del Tinti 30, presso la sede ospitante del partito Radicale) firmato Gruppo Omosessuale Pisano e iniziarono le riunioni settimanali. 
Forse saremo stati 10 o 15, non di più. Non 
Tra i fondatori e principali attivisti ricordiamo Paolo Lambertini, Paolo Ricucci, Andrea Pini, Paolo Trombella e Edison Mezzone.
Il Collettivo Orfeo era frequentato soprattutto da uomini e la sede dell'associazione si trovava in Vicolo del Tinti, al civico n. 30, ospite del Partito Radicale. 
Il gruppo si proponeva "di combattere la violenza perpetrata ai danni dei cittadini e delle cittadine omosessuali per consentire una libertà di espressione e affermare il diritto a vivere la propria sessualità alla luce del sole", come recita un volantino dell'epoca, firmato dalla stessa associazione.
L'iniziativa più importante organizzata dal Collettivo è stata la Marcia contro la violenza sugli/sulle omosessuali o Pisa79, che si è svolta nel Centro della città di Pisa il 24 novembre 1979. In quell'occasione ci fu, forse per la prima volta, una concentrazione delle allora sparute forze di attivisti omosessuali, che si riconoscevano nel movimento gay dei collettivi autonomi. Si trattava della seconda generazione di impegno politico gay, dopo quello pionieristico del Fuori! (o F.U.O.R.I., acronimo di Fronte unitario omosessuale rivoluzionario italiano), nato nel 1971-72.
Nell'occasione della Marcia pisana, la prima in Italia ad essere autorizzata da una questura e patrocinata da un Comune, sfilarono per la città almeno 200 persone, con striscioni e slogan dirompenti, delegazioni gay da tutta Italia, e con la partecipazione di molti giovani compagni pisani simpatizzanti e di molte femministe. Non mancarono proteste e provocazioni verso i manifestanti, con lancio di uoma marce, secchi d'acqua ed ortaggi. I giornali locali scrissero diversi pezzi di cronaca e il TG2 diede la notizia su rete nazionale.
In quegli stessi mesi e nei seguenti il Collettivo Omosessuale Orfeo ha partecipato all'esperienza della Pagina Frocia sul quotidiano Lotta Continua, pagina che usciva una volta la settimana, riportando commenti, resoconti e informazioni firmate dai vari Collettivi italiani.
L'Orfeo ha organizzato anche diverse serate di discoteca all'Hop Frog di Viareggio, locale che oggi si potrebbe definire gay friendly, ma che allora era semplicemente una discoteca gestita da persone aperte e collaborative.
Nel 1981 il Collettivo ha organizzato anche una rassegna di cinema a tematica omosessuale, in collaborazione con l'Arci di Pisa.
Come tutti i gruppi nati attorno ad un nucleo di universitari, anche l'Orfeo ha avuto vita breve, ma alcuni dei suoi componenti hanno continuato l'impegno nel Movimento omosessuale in altri luoghi e con differenti modalità. 
Collettivi omosessuali italiani attivi intorno alla fine degli anni settanta del XX secolo:
- collettivo "Orfeo" di Pisa
- collettivo "Magna Frocia" di Taranto
- collettivo "Narciso" di Roma
- collettivo "Frocialista" di Bologna
- collettivo C.O.S.R di Torino  (Collettivo Omosessuale Sinistra Rivoluzionaria)
- collettivo Democrazia Proletaria di Milano
- collettivo C.O.R.U. (Collettivo Omosessuale Rivoluzionari Urbinati)
- collettivo La Comune di Napoli
- collettivo Madri Frocialiste Sarde Emigrate